# Vir
Vir (italienska: Puntadura) är en ö i Adriatiska havet som tillhör Kroatien. Vir är Kroatiens 20:e största ö och har en yta på 22,08 km2. Dess högsta topp Barbinjak  når 116 m ö.h. Ön ligger i Zadars skärgård och befolkningen uppgår till 1 608 invånare (2001). Vir är förbunden med fastlandet med en bro som uppfördes 1976 och går över ett grunt sund som är 3 m djupt och 300 m brett. Avståndet från ön till Zadar är omkring 26 km.

## Orter
På Vir finns tre samhällen som alla hör till Virs kommun.
- Vir
- Torovi
- Lozice

## Kulturarv
Vid Kozjak-viken finns lämningar efter en venetiansk befästning.